# Józef Grzegorczyk (samorządowiec)
Józef Grzegorczyk (ur. 19 marca 1949 w Rudzie, zm. 22 lipca 2019 w Olsztynie) – polski samorządowiec, prezydent miasta Olsztyna w latach 1992–1994.

## Życiorys
Syn Eugeniusza i Czesławy. Maturę uzyskał w Żyrardowie, następnie ukończył studia matematyczne i podjął pracę w Instytucie Teleradiotechniki w Warszawie. Po zawarciu związku małżeńskiego przeniósł się do Olsztyna i pracował jako informatyk w ośrodku obliczeniowym Wyższej Szkoły Rolniczej. Następnie do 1990 prowadził firmę informatyczną. Działał w NSZZ „Solidarność”. W 1990 został wybrany do Rady Miasta w pierwszych po zmianie ustrojowej wyborach samorządowych. Nowy prezydent Olsztyna Jerzy Bukowski powierzył mu funkcję wiceprezydenta. Po rezygnacji Bukowskiego 1 lipca 1992 Grzegorczyk został prezydentem Olsztyna.
Za kadencji Grzegorczyka zainicjowano inwestycje komunalne wokół jezior w granicach miasta, co umożliwiło rozwój m.in. Dajtek, Likus i Gutkowa – dzielnic miasta powstałych z przyłączonych okolicznych wsi. Zorganizowano też m.in. po raz pierwszy zabawę sylwestrową pod ratuszem, Międzynarodowe Otwarte Mistrzostwa Polski w Tańcu Towarzyskim, Spotkania Teatralne i Międzynarodowy Festiwal Jazzowy. Grzegorczyk zainicjował powszechną naukę pływania w olsztyńskich szkołach podstawowych. Pełnił funkcję prezesa Stomilu Olsztyn. Jego kadencja dobiegła końca 20 lipca 1994 roku, kiedy to po wyborach samorządowych na prezydenckim fotelu zasiadł Andrzej Ryński. Do maja 1996 Grzegorczyk był ponownie wiceprezydentem Olsztyna, a w latach 2000–2006 wiceprzewodniczącym Rady Nadzorczej olsztyńskiej spółdzielni „Kormoran”.
Był żonaty z Marią Neugebauer. Od schyłku lat 90. ciężko chorował. Pochowany na cmentarzu komunalnym w Olsztynie przy ulicy Poprzecznej w Kwaterze Zasłużonych.
W 2003 został odznaczony Srebrnym Krzyżem Zasługi.